# Janne Heiskanen
Janne Heiskanen (født 26. januar 1979, død oktober 2022) var en finsk trommeslager i bandet The Rasmus.
Han forlod bandet i 1999